# Université de Pannonie
L'université de Pannonie (Pannon Egyetem, /pɑnnon ɛɟ͡ʝɛtɛm/, PE) est une université hongroise fondée en 1949 à Veszprém. Elle est l'héritière de la faculté d'industrie lourde de l'université polytechnique de Budapest (Budapesti Műszaki Egyetem), installée comme université autonome en 1951. Elle devient l'université de Veszprém (Veszprémi Egyetem) (1990-2006) puis l'université de Pannonie.

## Personnalités liées à l'université
- Ferenc Miszlivetz, universitaire hongrois[1], professeur titulaire à l'université de Pannonie, et directeur de l'Institut d'études avancées Kőszeg (iASK)[2],[3]. Ses recherches portent notamment sur la démocratie, la société civile, les études centre-européennes et européennes, la mondialisation et la durabilité.